# Хамидов, Бахтияр Султанович
Бахтияр Султанович Хамидов (узб. Bahtiyor Sultonovich Hamidov; род. в 1946 году, Узбекская ССР) — узбекский государственный деятель, министр финансов Республики Узбекистан (1994—1998), министр макроэкономики и статистики Республики Узбекистан (1998—2000). С 28 июля 2000 года по 26 декабря 2002 года занимал должность хокима Кашкадарьинской области.

## Биография
В 1964 году стал старшим прорабом управления «Стройгазмонтаж» Узбекской ССР. До 1973 года был старшим прорабом в МУ «Горсантехмонтаж». В 1972 году стал начальником монтажного управления МУ-2 «Горсантехмонтаж». В 1975 году был начальником сметно-договорного отдела «Сельтрансспецстрой». В 1975 году стал начальником специальной передвижной мехколонны «Узсельспецстрой». В 1979 был управляющим треста «Сельтрансспецстрой». А также в 1981 году был управляющим «Узсельсспецмонтаж».
В 1985 был назначен на должность заместителя министра сельского строительства Узбекской ССР. В 1985 был председателем «Узколхозстрой». В 1988 году был председателем компании «Узагрострой», а также заместителем председателя «Узагрострой». В 1989 году стал заведующим Социально-экономического отдела ЦК Компартии Узбекистана и был главным специалистом быта сельских строителей. В 1990 году был первым заместителем премьер-министра Республики Узбекистан. С 1994 года по 1998 год был министром финансов Республики Узбекистан. С 1998 года занимал должность министра макроэкономики и статистики.
28 июля 2000 года был назначен хокимом Кашкадарьинской области. В 2003 году стал председателем правления «Узжилсбербанка». Генеральный директор ассоциации банков Узбекистана с 2018 года.